# Stenus solutus
Stenus solutus – gatunek chrząszcza z rodziny kusakowatych i podrodziny myśliczków (Steninae).
Gatunek ten został opisany w 1840 roku przez Wilhelma Ferdinanda Erichsona.
Chrząszcz o ciele długości od 4,8 do 5,5 mm. Czułki ma głównie żółte, w tym nasadowy człon. Przedplecze jest wyraźnie dłuższe niż szerokie. Słabo wypukłe, jednobarwne pokrywy są nie szersze od głowy. Punktowanie przedplecza i pokryw jest małe i płytkie, a odwłoka bardzo delikatne. Obrys odwłoka ma prawie równoległe boki. Odnóża mają barwę żółtą z czarnymi plamami na udach i częściowo czarnymi goleniami. Stopy mają silnie, sercowato wcięty czwarty człon.
Owad palearktyczny, rozprzestrzeniony od Anglii i Szwecji na północy oraz środkowej Francji na zachodzie po północne Włochy, Serbię i Rumunię na południu oraz Turkmenistan na wschodzie. W Polsce rzadki. Zasiedla pobrzeża wód i tereny bagniste o zwartej roślinności. Zimuje łodygach trzciny pospolitej i pałek.